# 大阪シティ信用金庫
大阪シティ信用金庫（おおさかシティしんようきんこ、英語: The Osaka City Shinkin Bank）は、大阪府大阪市中央区に本店を置く大手信用金庫である。

## 概要
2013年（平成25年）11月5日に大阪市信用金庫（本店：大阪市中央区、理事長：河村正雄）を存続金庫として、大阪東信用金庫（本店：八尾市、理事長：梶田益男）及び大福信用金庫（本店：大阪市福島区、理事長：大原良徹）の3金庫が対等合併して発足した。なお、当初は大阪市信金、大阪東信金の2金庫が合併する予定だったが、2012年12月に大福信金が合併に合流する形となった。
初代理事長には大阪市信金の河村が、会長には大阪東信金の梶田が就任。合併当時、信金業界では大阪府内1位・全国9位の預金量2兆2,440億円（2013年3月末時点）、職員数2,195人、大阪府内101店舗を有していた。
2021年（令和3年）3月31日現在、預金量2兆6,238億円・貸出金量1兆4,349億円を有し、大阪府内に本店を置く信用金庫としては大阪信用金庫に次ぐ規模である。
なお、イメージキャラクターには大阪市信金時代から引き続き三倉茉奈・佳奈の姉妹を起用している。社会人軟式野球の強豪チームもある。

## 大阪シティ信用金庫スタジアム（舞洲ベースボールスタジアム）
2017年、大阪湾の埋立地「舞洲」にある市有野球場「舞洲ベースボールスタジアム」の命名権を取得した（大阪市此花区の舞洲スポーツアイランド内）。球場は6月15日から「大阪シティ信用金庫スタジアム」という呼称になっている。
この球場は、高校野球の大阪府大会をはじめ大学野球や社会人野球でも使われる「関西を代表するアマチュア野球の聖地」で、大阪シティ金庫が30年以上連続で特別協賛する「大阪シティ信用金庫杯 大阪府春季少年軟式野球大会」も開かれている。
なお、球場建設の際、費用の一部を大阪シティ信金が寄付している。